# 竹中涼乃
竹中 涼乃（たけなか すずの、2004年8月27日 - ）は、日本の子役、女優。東京都出身。2020年までヒラタオフィス（ヒラタファーム）に所属していた。
2016年に自主制作された映画「種をまく人」で主役の知恵役を演じて、2016年11月にギリシャで開催されたテッサロニキ国際映画祭で最優秀主演女優賞を受賞した。

## 出演

### 映画
- 小さな思い出～Un petit souvenir～（2013年）　※TeatroRaffinato 2ndアルバム「equals beauty～イコールズビューティ～」収録[7]
- good-bye（2015年3月14日公開、若手映画作家育成プロジェクト） - 御崎花 役
- 流れ星が消えないうちに（2015年11月21日公開、アークエンタテインメント）
- 僕だけがいない街（2016年3月19日公開、ワーナー・ブラザース映画）[8]
- 種をまく人（2019年11月30日公開、ヴィンセントフィルム） - 主演・高梨知恵 役
- mellow（2020年1月17日公開、関西テレビ放送/ポニーキャニオン） - 佐藤ゆいこ 役[9]

### テレビドラマ
- 80年後のKENJI～宮沢賢治 映像童話集～「黄いろのトマト」（2013年2月27日、NHK BSプレミアム） - ネリ 役
- 怪物（2013年6月27日、読売テレビ） - 遠藤くるみ 役
- セーラーゾンビ 第3話（2014年5月3日、テレビ東京） - ゾンビ三姉妹長女 役[1]
- 火災調査官・紅蓮次郎14（2014年1月25日、テレビ朝日） - 原田千秋〈幼少期〉 役[1]

### MV
- 大垣知哉「愛おしい傷」（2012年）
- THE ORAL CIGARETTES「カンタンナコト」（2015年）

### 広告
- ジャストシステム「スマイルゼミ」（2012年 - ）
- 西松屋（2013年 - 2015年）
- 富士通「見守り支援篇」（2015年）
- 江崎グリコ「ジャイアントカプリコ」（2016年）
- プレティア「サラと謎のハッカークラブ2」（2019年）